# Silte kyrka
Silte kyrka är en kyrkobyggnad som tillhör Havdhems församling i Visby stift. Kyrkan är centralt belägen i Silte socken.

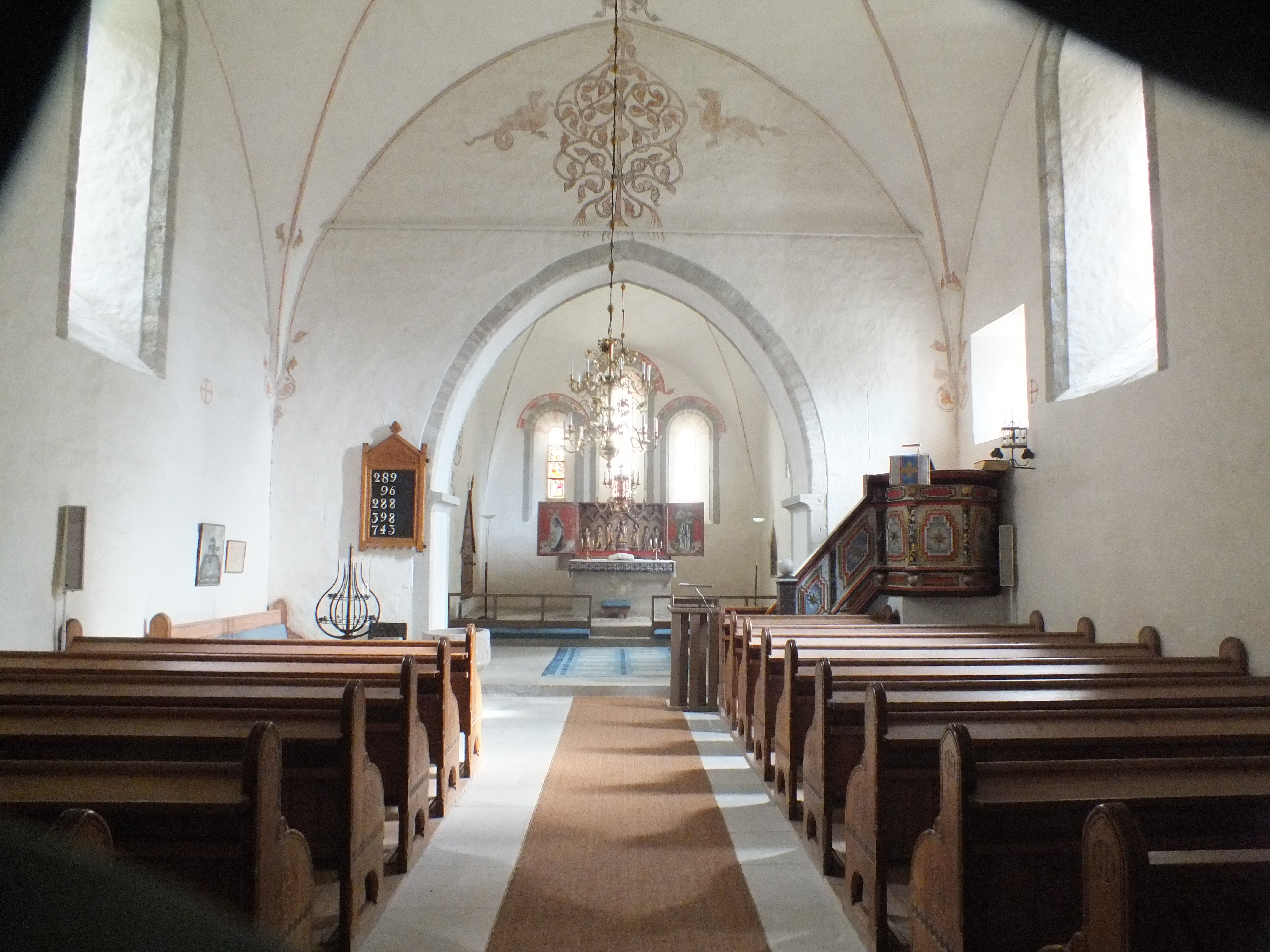
Interiör

## Kyrkobyggnaden
Den välbevarade grunden till en tidigare stavkyrka påträffades under den nuvarande kyrkans golv vid en restaurering utförd 1971 - 1972 av arkitekt Leif Olsson. På triumfbågsväggen finns även avtryck av stavkyrkans långhusgavel. Den medeltida murade kyrkan består av rektangulärt långhus med smalare rakt avslutat kor i öster samt kyrktorn i väster. Byggnadsmaterialet är i huvudsak sandsten. Koret är från 1200-talets mitt, långhuset tillkom något senare. Vid 1200-talets slut tillfogades tornet, stympat vid okänd tidpunkt. Kyrkans fasader är vitputsade, med hörnkedjor och omfattningar i huggen olikfärgad kalksten. De smala rundbågefönstren är ursprungliga. Tornets ljudgluggar utgör en heterogen samling av hopplockade stenhuggeridetaljer. Långhuset och det lägre koret täcks av tegelklädda sadeltak, tornet kröns av en åttkantig spira. Tre ingångar finns: långhus- och korportal i söder samt tornportal i väster. Långhusportalens tympanonskiva har huggen slingornamentik. Långhuset täcks invändigt av två tältvalv, åtskilda av en bred gördelbåge. Det kryssvälvda koret upplyses av ett trekopplat östfönster samt ett mindre sydfönster. Ringkammaren täcks av ett högt sittande tältvalv. Triumf- och tornbågarna är svagt spetsbågiga. Kalkmålningar finns från 1200- och 1400-talen. Glasmålningarna i korets östfönster är från byggnadstiden. Inredningen härstammar i huvudsak från en restaurering 1902.

## Inventarier
- Dopfunten tillverkades av Sighraf vid slutet av 1100-talet. Cuppan har scener från Jesu barndom.
- Predikstolen är från mitten av 1700-talet och saknar ljudtak.
- Altartavlan har skulpturer från 1200-talet.

## Bildgalleri

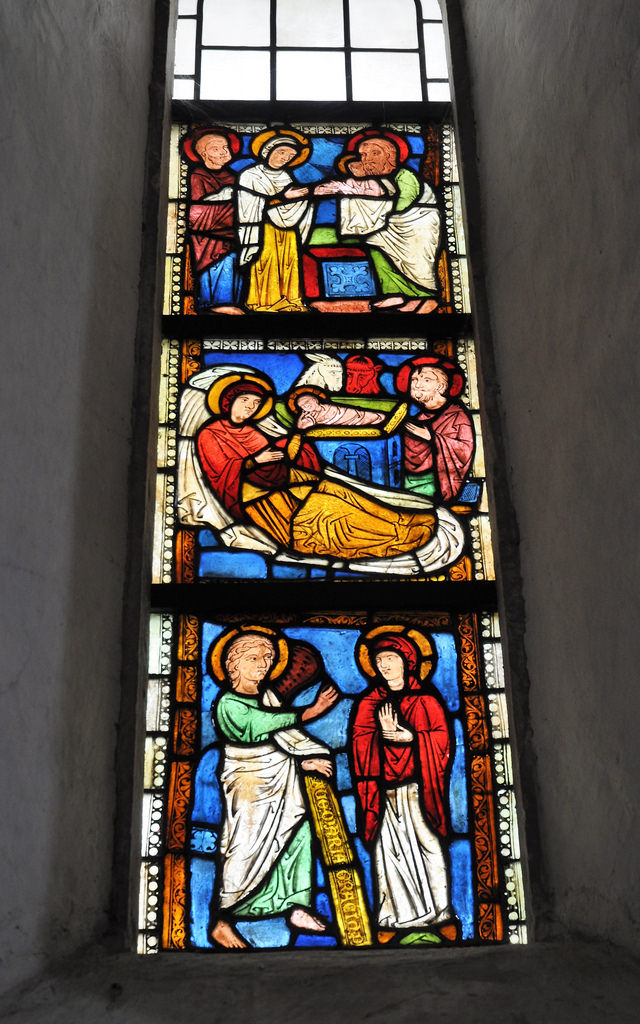
Medeltida glasfönster
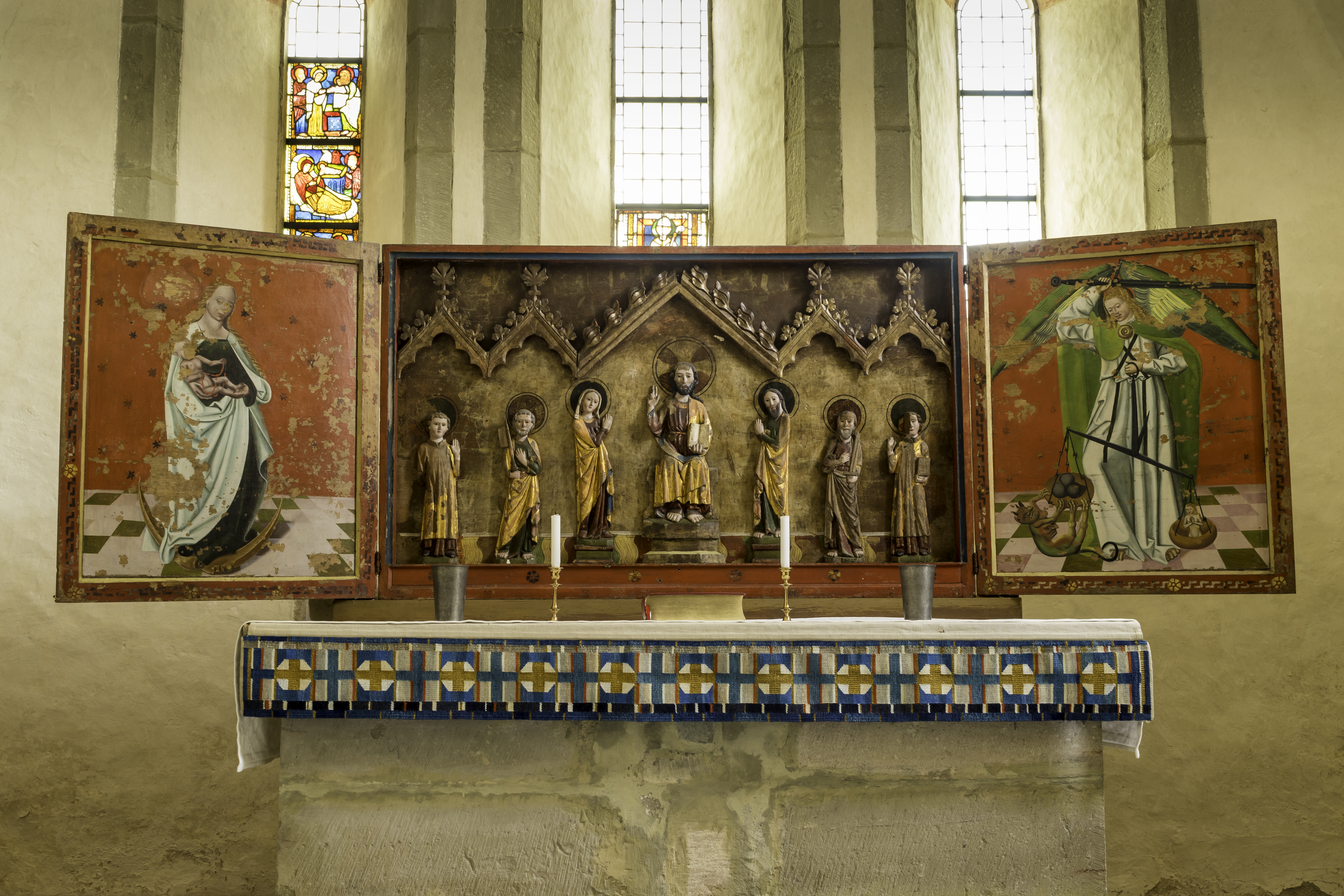
Altarskåpet
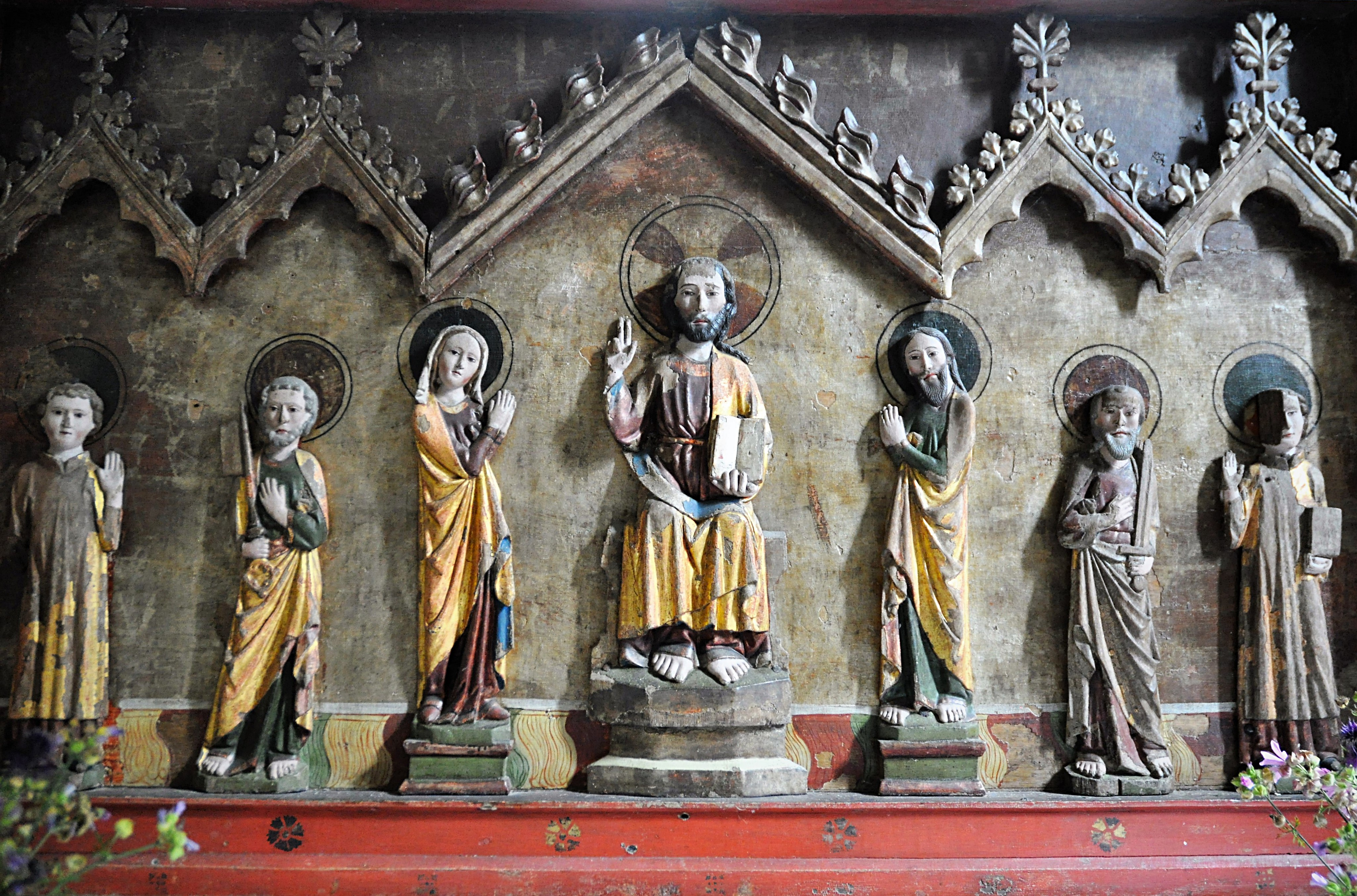
Mittbilden i altarskåpet
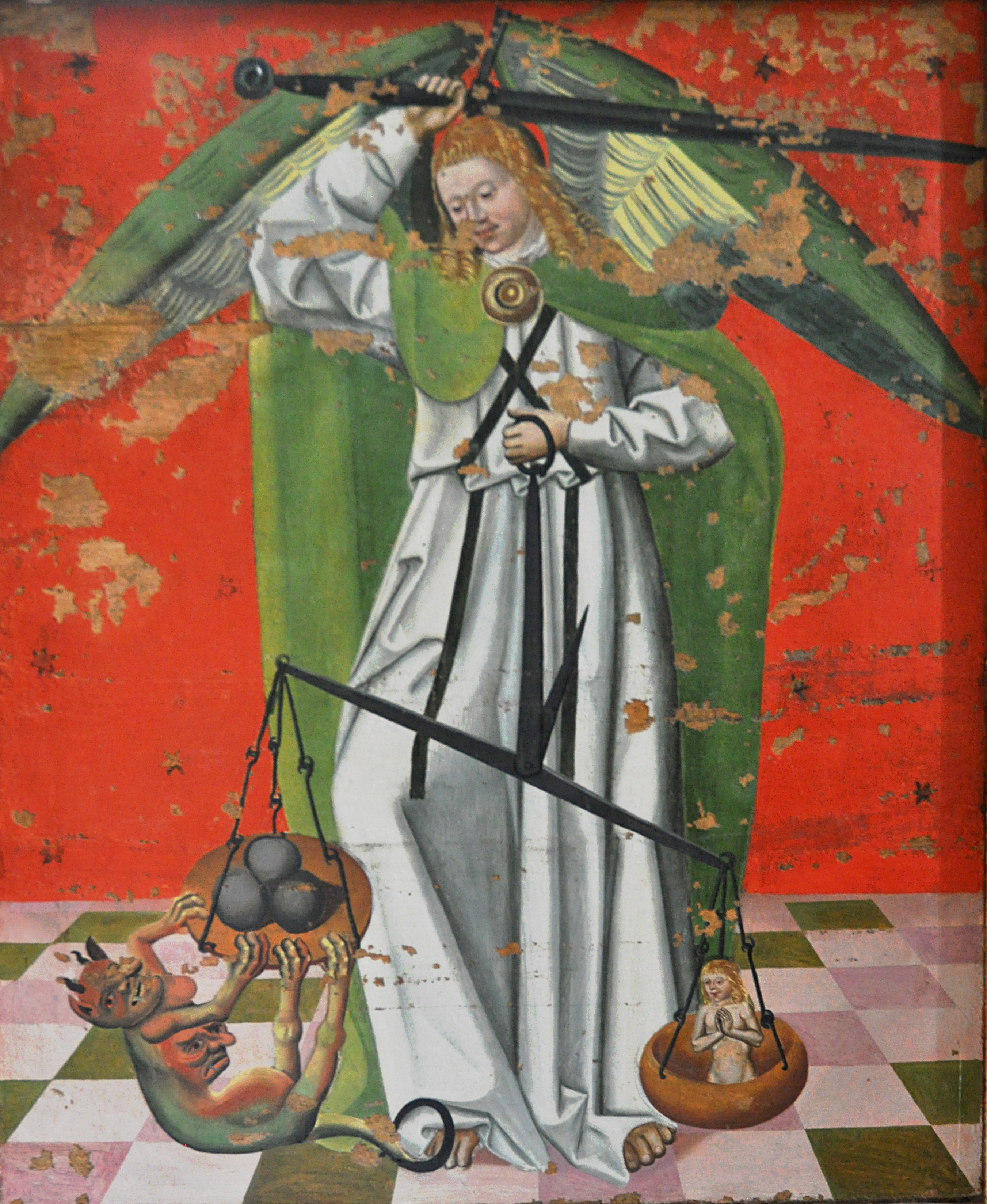
Själavägning. Bild från altarskåpet
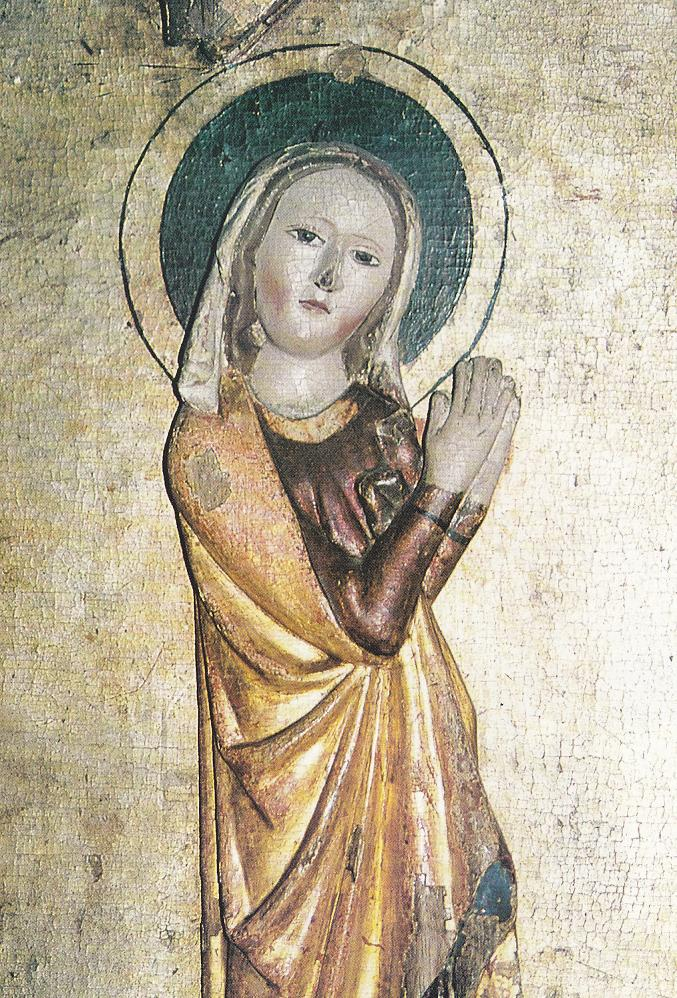
Maria, detalj från det medeltida altarskåpet

## Orgel
- Orgeln tillverkades 1900 antingen av A V Lundal i Stockholm eller av Åkerman & Lund Orgelbyggeri. Den renoverades 1985 av J. Künkels Orgelverkstad. Orgeln är mekanisk och har följande disposition:

| Manual (Svällverk) | Pedal   | Koppel |
| Principal 8’       | Bihängd |        |
| Gedackt 8’         |         |        |
| Salicional 8’      |         |        |
| Spetsflöjt 4’      |         |        |

## Omgivning
- Det murade sockenmagasinet i kyrkogårdens nordvästra hörn uppfördes 1853.